# Formosatettix surugaensis
Formosatettix surugaensis är en insektsart som beskrevs av Ishikawa, H. 2004. Formosatettix surugaensis ingår i släktet Formosatettix och familjen torngräshoppor. Inga underarter finns listade i Catalogue of Life.